# Villa Farsetti
Villa Farsetti è una villa veneta realizzata nel contesto agricolo del Comune di Santa Maria di Sala, nella Città metropolitana di Venezia, dall'architetto senese Paolo Posi. 
L'opera fu costruita nel trentennio compreso tra il 1744 e il 1774 e venne commissionata da Filippo Farsetti.
L'origine di questa villa risale ad ancor prima del Duecento quando (come risulta da vecchi e autentici documenti) apparteneva ai Sala, una famiglia patrizia padovana.
Verso la metà del Settecento il vecchio palazzo venne demolito e l'abate Filippo Farsetti vi realizzò la sua villa, costruendo giardini, labirinti, cedraie, serre, boschetti e un orto botanico. 
L'attuale villa si estende per una lunghezza di 93 metri mentre la forma del vecchio palazzo, costituito da due ali a L che delimitavano una corte, ha influenzato la planimetria della successiva villa che presenta uno schema analogo. La modifica sostanziale rispetto all'impianto precedente riguarda invece l'orientamento del prospetto principale: non più rivolto verso la strada della chiesa, sulla quale mantiene un accesso secondario, bensì verso la Strada provinciale 32 Miranese (via Cavin di Sala), dalla quale è separata da un grande giardino.
Varcato l'ingresso principale, si accede alla grande area del prato antistante la villa, oltre la quale, nel retro, trova posto la corte contornata dalla lunga foresteria, dalla scuderia, da serre e limonaie.
L'apparato decorativo della facciata principale dell'edificio è essenziale ed elegante: lesene e timpani sia triangolari che circolari inquadrano le finestre, mentre l'orizzontalità del prospetto è sottolineata da semplici cornici marcapiano, dal coronamento dentellato e dalla balaustra del terrazzo sommitale, presente lungo tutto l'edificio. 
Il preziosismo della villa raggiunge il massimo livello al piano terra grazie all'uso delle antichissime colonne, La facciata posteriore si discosta totalmente da quella principale per la mancanza di elementi decorativi, nonché delle convessità e concavità di cui è ricca quella anteriore.
La Villa ospita alcuni uffici comunali ed eventi di vario genere, mostre d'arte e scenografia, eventi teatrali, cinematografici e musicali.

## Storia

### Passaggi di proprietà
Le prime notizie storiche riguardano il capostipite Corrado Sala, disceso in Italia nel 1119 a seguito dell'imperatore Enrico V. 
Sembra che nell'anno seguente Corrado sia poi entrato in possesso del feudo di Sala, prendendo così da esso il nome per sé e per i propri discendenti. 
Tra alcuni celebri discendenti ricordiamo: Corrado II, che divenne “dottor de leggi” nell'anno 1218 e Negro, figlio di Corrado II, investito del feudo di Sala dal vescovo di Treviso nel 1229.
Poi durante il periodo della dominazione di Ezzelino III (1237-1256) sono da ricordare i due fratelli Ugolin e Pagan, il primo fatto decapitare dagli Ezzelini mentre era prigioniero a Verona, il secondo giustiziato per aver riconquistato Padova nel 1256; Ma il maggior rappresentante della famiglia Sala fu comunque Paganino II, vissuto nella seconda metà del XIV secolo, ultimo proprietario per conto di questa famiglia, della villa di Sala. Paganino II, ebbe una grandissima reputazione e importanti incarichi presso i Carraresi fino alla fine del 1388 quando i milanesi, con il comando di Gian Galeazzo Visconti, conquistarono Padova. 
Paganino II, per salvarsi dall'invasione dei Visconti, abbandonò la famiglia dei Carraresi e nel 1389 acquistò milleduecento campi (464 ettari circa) dei Carraresi entrando così nelle grazie Gian Galeazzo Visconti che gli infeudò altre proprietà pari a duemila campi.
Paganino II non ebbe, tuttavia, la possibilità di godere a lungo di questa immensa fortuna; nel 1390 Francesco Novello Da Carrara rientrò in possesso della signoria di Padova ponendo così fine alla brevissima dominazione dei milanesi.
Per vendicarsi del tradimento di Paganino II, Francesco Novello gli confiscò il nuovo e l'antico feudo e lo condannò all'impiccagione, mentre i tre figli Daniele, Pietro e Giosafat trovarono riparo a Pavia presso Gian Galeazzo Visconti.
Confiscate le proprietà alla famiglia Sala, ecco che la famiglia dei Carraresi restò in possesso dei beni, tra cui il feudo di Sala, per un periodo brevissimo tant'è che alla fine del 1405, i veneziani conquistarono Padova e cedettero il feudo di Sala alla famiglia Contarini.
La famiglia Contarini, nobile famiglia veneziana, in un secolo e mezzo ampliò le sue proprietà e verso il 1593 decise di dividere i suoi possedimenti: la tenuta di Sala fu destinata ai fratelli Filippo e Francesco di ser Piero.
Ma nei vari anni, per difficoltà economiche della famiglia Contarini, l'intera tenuta di Sala fu acquistata dal marchese Agostino, appartenente alla ricca famiglia spagnola Fonseca per conto del cugino Sebastian Cortizos.
Agostino Fonseca si era arricchito nella nazione d'origine con il commercio delle lane e degli zuccheri; nel 1664 divenuto nobile veneto dopo aver fissato la sua dimora a Venezia, ricevette l'incarico e il denaro dal cugino Sebastian Cortizos per l'acquisto di immobili nello Stato Veneto e, con precisione, la tenuta di Sala e il palazzo dominicale dalla famiglia Contarini.
Il Fonseca eseguì diverse migliorie e acquistò altri terreni nel territorio di Sala, incontrando anche delle resistenze da parte di alcuni eredi della famiglia Contarini che intendevano annullare l'atto di compravendita tra il Fonseca e Zuanne Contarini. A un certo momento e, precisamente nel 1670, Emanuel Giuseppe Cortizos manifestava al Fonseca l'intenzione di intestare a proprio nome tutti gli acquisti fatti da lui con il denaro inviatogli; il Fonseca non poté rifiutare la richiesta con cui riconosceva a Cortizos tutti gli acquisti fatti, rimanendo tuttavia l'amministratore degli stessi ma dividendo gli utili in parti uguali.
A questo punto gli accordi tra Emanuel Giuseppe Cortizos e Agostino Fonseca erano di effettuare un atto di compravendita, ma da lì in poi per il Fonseca iniziarono nuovi problemi giudiziari con i Cortizos che non volevano riconoscere al Fonseca tutte le spese sostenute in conseguenza agli acquisti fatti. Nello stesso periodo, i Fonseca dovettero sostenere altre cause giudiziarie con la famiglia Contarini per rientrare in possesso dello ius di decima che gli era stato sottratto. Soltanto nel 1683 la marchesa Marianna Fonseca, succeduta a marito vinse sia le cause con la famiglia Contarini e Cortizos.
Le vicende giudiziarie per la spartizione della tenuta di Sala tra i Fonseca e Cortizos proseguirono per vari anni, inducendo i Cortizos a ricorrere rilevanti prestiti per sostenere le cause.
La famiglia dei Farsetti, non vedendo corrispondere sia gli interessi che il capitale prestato, citarono la famiglia Cortizos; per saldare i vari debiti quest'ultima si vide costretta a offrire alla famiglia Farsetti parte della tenuta di Sala, ma questi ultimi pretendevano il denaro. Dopo anni di controversie giudiziarie ecco che la famiglia Farsetti accettò alcuni immobili della tenuta di Sala, e solamente nel 1710 i Cortizos per saldare parte dei debiti con i Farsetti, il 6 maggio dello stesso anno, Antonio Francesco Farsetti decise di acquistare l'intera tenuta di Sala.

### Famiglia Farsetti
Le origini della famiglia Farsetti sono molto umili, provenendo da Vinca, un paesetto alpestre del Fivizzanese in Toscana.
Il primo personaggio noto è Antonio Francesco nato a Massa il 15 maggio 1606, il quale lasciò la propria città natale e la propria terra d'origine per trasferirsi a Roma. A Roma per le sue belle maniere fu amato e stimato da principi, cardinali e dallo stesso papa Urbano VIII. Ma nel 1645 il nuovo papa Innocenzo X lo allontanò da Roma, ed egli si trasferì dapprima a Cadice, poi a Massa e infine a Ferrara, dove acquistò diversi immobili, per la precisione alcuni territori formatisi dalle alluvioni del Po.
Infatti la Repubblica veneta, onde favorire la vendita e la bonifica di questi terreni, offriva vantaggiose agevolazioni, perciò la famiglia Farsetti, con i propri discendenti, iniziò la bonifica e la costruzione di nuove opere murarie o il loro miglioramento, sia nel Ferrarese, sia nel Trevigiano che nel Padovano.
Anton Francesco Farsetti aveva avuto dalla moglie Eugenia Pavia di Genova cinque figli: Paolo, Maffeo, Giovanni Giacomo, Filippo, Tommaso Giuseppe, e tre figlie: Placida, Teresa, Eugenia Maria. Nella Repubblica Veneta all'epoca vigeva la regola, per impedire la dispersione del patrimonio famigliare tra i componenti dello stesso nucleo, di lasciare tutto al figlio prediletto, in questo caso Maffeo. Ma le decisioni testamentarie di Antonio Francesco senior non furono ben accette dai restanti figli, tant'è che tra questi ci furono dissapori, denunce e cause legali e gli unici a beneficiare dell'intera eredità furono Matteo e il fratello Filippo.
Con la morte sia di Filippo che di Matteo seniores rimasero come unici eredi i due figli di Filippo, cioè Antonio Francesco e Nicolò Maffeo; il primo risultava unico beneficiario della primogenitura e il secondo era stato avviato alla carriera ecclesiastica affinché potesse beneficiare della ricca prelatura istituita prima della morte dello zio Matteo (prelato) nella corte romana.
Antonio Francesco Farsetti fece vari acquisti di immobili e terreni, sia nel polesine con case e magazzini, sia tra il territorio di Este, Vighizzolo e Montagnana, fino ad arrivare all'acquisto dell'intera tenuta di Sala. Per l'acquisto della tenuta di Sala Antonio Francesco Farsetti impegnò parte dei capitali e ricorse anche a dei prestiti, per dare così l'avvio a dei miglioramenti in tutta la tenuta in quanto si trovava in uno stato di notevole abbandono a causa delle lunghe liti tra i Fonseca, Cortizos e gli stessi Farsetti.
Antonio Francesco morì il 18 luglio 1733, e lasciò erede assoluto l'unico figlio Filippo Vincenzo Farsetti, raccomandando alla consorte Marina Foscari di saldare tutti i debiti e dare a nome suo un segno di gratitudine e generosità verso i propri servitori per la loro disponibilità, mentre il fratello Nicolò Maffeo partì ancora in giovane età per Roma per condurre una brillante carriera ecclesiastica beneficiando della prelatura istituita dallo zio omonimo. Fu così eletto governatore di Rieti dal papa Clemente XI, governatore del Conclave, e in diverse occasioni ostentava la propria enorme ricchezza arrivando ad acquistare il ricchissimo feudo di Seriano nel ferrarese.
Filippo Vincenzo Farsetti, uomo di grande cultura e curiosità artistica, insegnò astronomia, fisica, Scienze matematiche e architettura, e come ogni patrizio venne chiamato a sostenere importanti cariche pubbliche che l'avrebbero costretto ad allontanarsi da Venezia, cariche che rifiutò. Quindi, come disponeva la legge, fu bandito dallo Stato veneto per tre anni, periodo in cui si recò a Parigi.
Terminato il periodo di permanenza a Parigi rientrò in patria e venne subito nominato, ma ancora una volta, per non allontanarsi da Venezia, rifiutò la podestà di Verona e di Rovigo, e fu in quell'occasione che Filippo Vincenzo Farsetti decise di farsi abate, condizione che gli consentiva di essere esentato permanentemente da qualsiasi incarico.
Ecco che la nobile famiglia Farsetti, attraverso l'abate Filippo Vincenzo, il nipote Daniele e suo figlio Antonio Francesco Farsetti Junior, portò la Villa Farsetti a ingrandirsi con opere maestose.

### Progetto

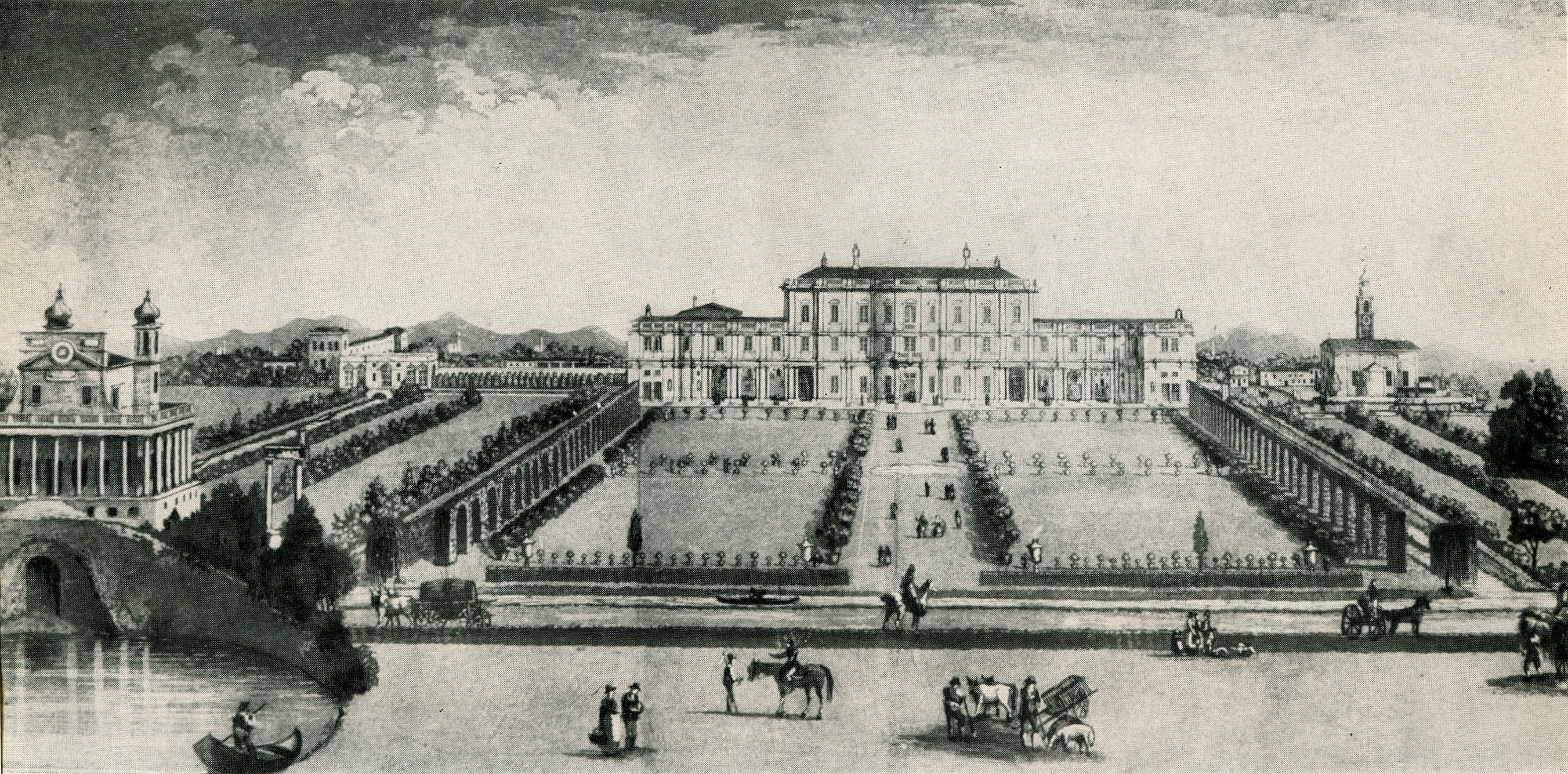
Villa Farsetti in un disegno del 1883

L'abate Filippo Farsetti, dopo gli anni trascorsi a Parigi e una lunga permanenza a Roma, tornò a Venezia incantato dallo stile di Versailles e dalle visioni delle antichità classiche; egli infatti possedeva una forte immagine di quelli che erano gli aspetti principali della visione Barocca e le innovazioni del rococò.
Ritornato nel capoluogo veneziano, l'abate chiamò da Roma l'architetto Paolo Posi il quale nel 1744 avrà il compito di costruire la residenza ideale incrociando tra loro i vari stili architettonici. La nuova sistemazione avrà giardini, labirinti, cedraie, serre boschetti e un orto botanico.

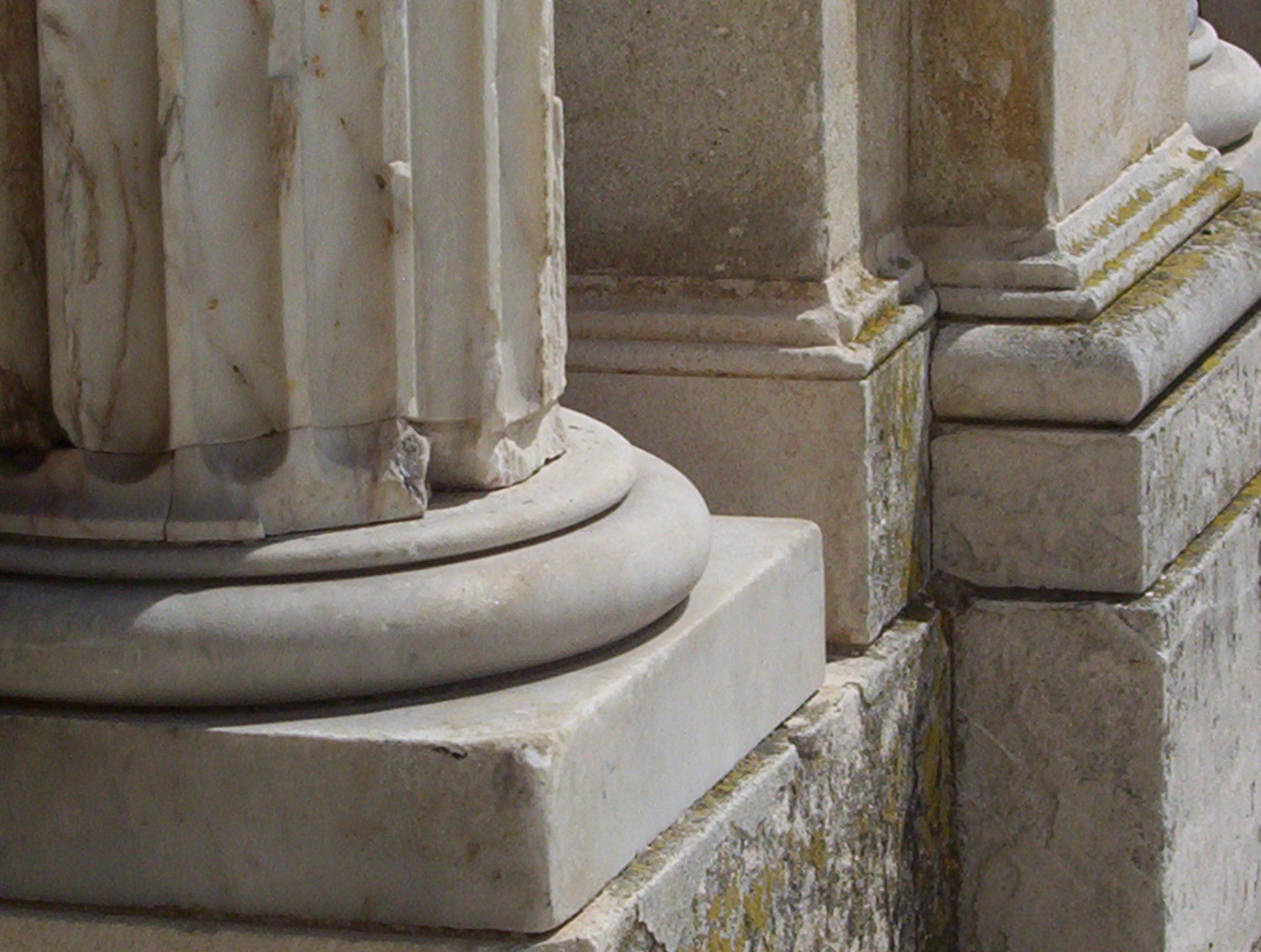
Dettaglio di una colonna

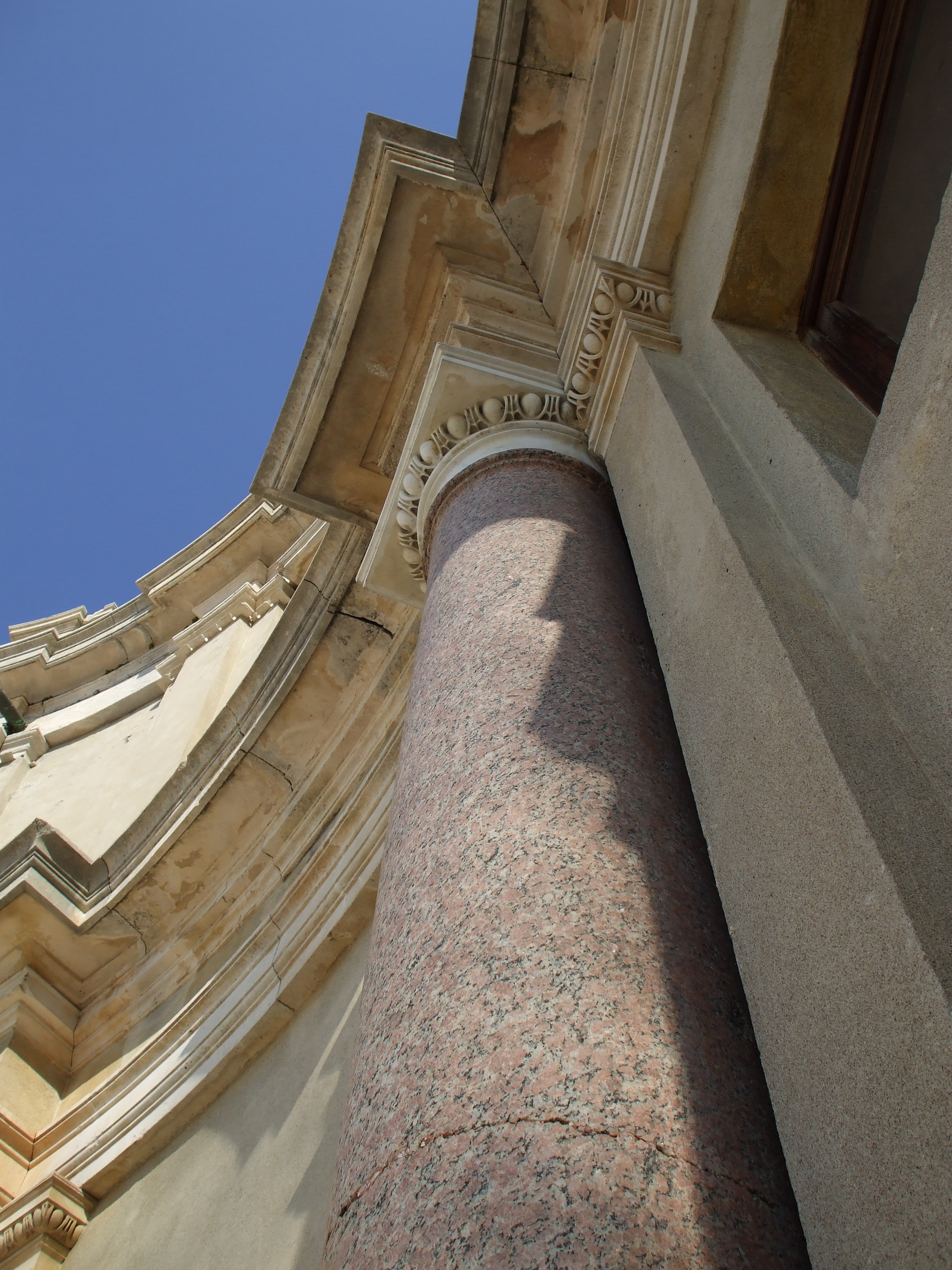
Dettaglio di una colonna

La pianta articolata rende nota una simmetria concettuale con elementi caratteristici del rococò francese.
Villa Farsetti fu costruita su un'area di 36 ettari con una pianta a forma quadrata e ogni area della casa era indipendente; il palazzo era rivolto a sud e le lunghe cedrare facevano da cornice allo spazio costruito. 
Al palazzo padronale vengono aggiunti la foresteria per gli ospiti e la botanica che fungeva da studio-laboratorio per il giardino. A nord della villa sorgono gli edifici utilizzati per l'attività agricola come la scuderia, la cantina, i granai, la fattoria, le stalle e le rimesse mentre a sud vi sono gli elementi scenici come piccoli templi, i laghetti, i labirinti e l'arena. Le colonne sono un elemento essenziale e creano un'armonia con tutto lo stile, anche se non possiedono un preciso ordine architettonico ma impreziosiscono e rendono vibrante il passaggio tra il giardino e il portico.
La planimetria dell'epoca mostra due grandi aree diversificate, rispettivamente a nord e sud con stili e caratteri diversi: la prima è occupata dagli edifici principali, dai panterres, dagli orti e dai boschetti e presenta le caratteristiche del giardino formale, mentre nella seconda posta a sud vi sono gli elementi spettacolari ed è caratterizzata da una composizione più libera. Nella parte settentrionale si possono scorgere tre appezzamenti principali, ciascuno circondato da peschiere o fossati. Al centro si ritrova quello che era occupato in precedenza dal palazzo dei Contarini con tutto ciò che stava nel dintorno; dal grande bolo a un appezzamento di terreno coltivato con la casa colonica.
Il palazzo padronale era di due piani, con il corpo principale a forma di elle e il piano terra tutto porticato sui tre lati visibili. Nella foresteria, anch'essa della stessa forma del palazzo, era previsto vi fossero alcune funzioni che esistevano già in precedenza, come la lisciaia e il forno, tinaia oppure il pollaio, il porcile e l'ovile. Si presuppone che vi furono altri elementi destinati alla demolizione per lasciare creare un ampio spazio per una corte unica, mentre la scuderia si sarebbe mantenuta visto l'aspetto architettonico e anche la collocazione. Nell'area a ovest del brolo e a nord del "cavazale" era stato progettato un altro giardino delimitato da alberi di tiglio (Tilia) e cedrare, mentre a sud del "cavazale" si trovava l'orto botanico. Un altro appezzamento si trovava nella parte centrale costituita da panterre, con cui confinava a sud con l'orto da cucina e il frutteto, mentre a nord si trovava un altro panterre utilizzato maggiormente nei periodi estivi e circondato da alcuni fabbricati quali, la gastaldia e la botanica a est, una coltivazione di garofani (Dianthus caryophyllus) a nord, alberi di agrumi a ovest e la stufa botanica a sud.
A sud della strada Cavin di Sala si trovavano tre elementi: al centro l'anfiteatro composto da piante di tasso (Taxus baccata) circondate da gradinate di pietra e una colonna a chiudere, a ovest dell'anfiteatro si trova la naumachia (di cui al giorno d'oggi mantiene la forma ovale ma con dimensioni ridotte) che è circondata da una piccola collina artificiale (colle capitolino) su cui poggiava un antico tempio (il Campidoglio) e sulle pendici si trovavano i resti del tempio di Giove Tonante e ad est si trova il labirinto con le rovine del tempio di Diana e un bosco a lei dedicato. 
Nelle idee originali del Farsetti, era stata data importanza a tre elementi progettati da Charles-Louis Clérisseau che però non furono mai realizzati e sono: i resti di un antico circo che fungeva da chiusura delle prospettive del palazzo, i resti di una strada consolare ricavata dalla trasformazione di un tratto di strada Cavin di Sala compreso tra l'osteria e l'orto e, infine, un ponte trionfale sulla peschiera che permetteva di accedere al nuovo palazzo dalla strada consolare. 
Di tutta questa opera, rimangono oggi il palazzo centrale, la foresteria, la scuderia e il giardino.

## Descrizione

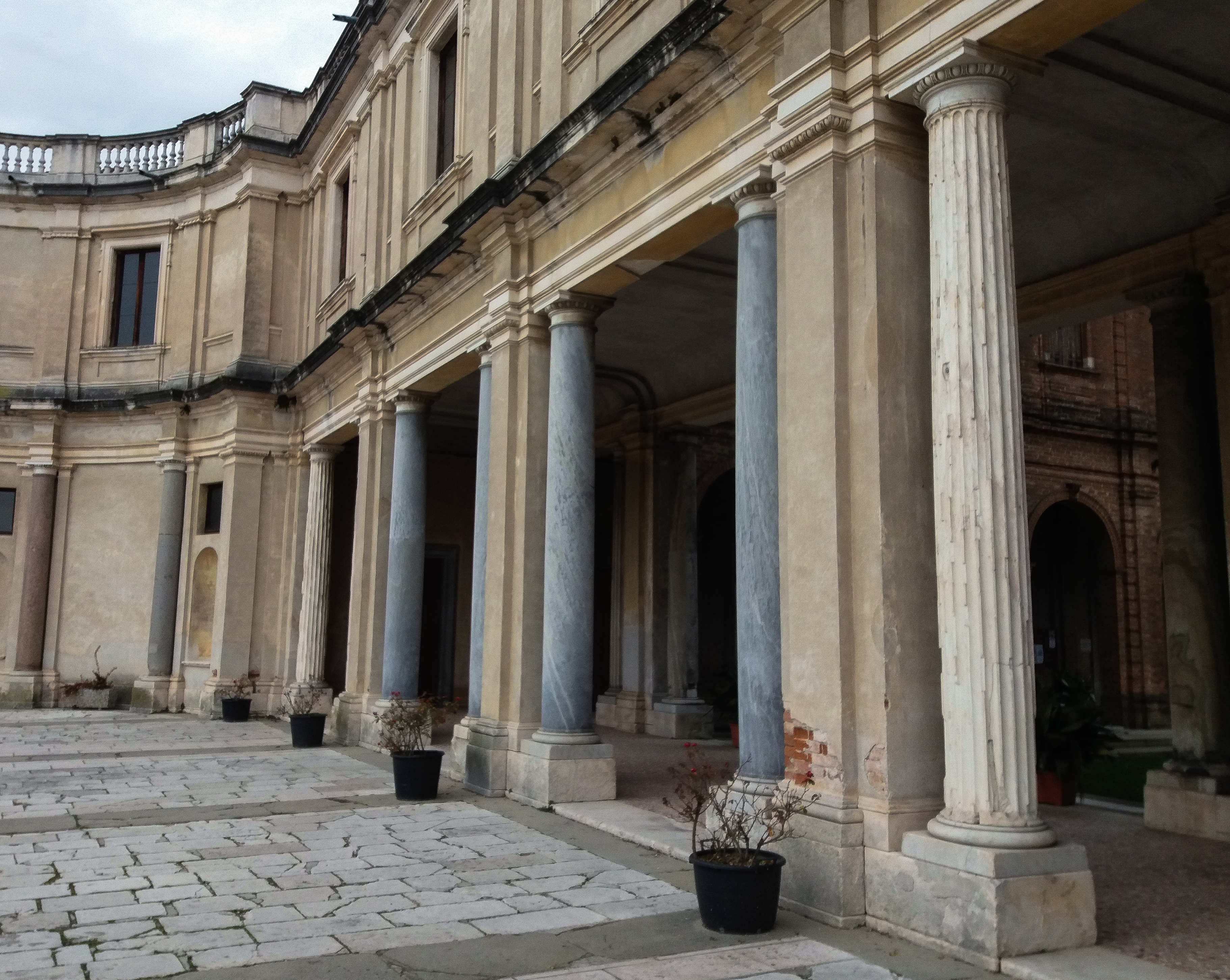
colonne Villa Farsetti

L'esterno dell'edificio si sviluppa simmetricamente in senso longitudinale ai lati del salone centrale con facciata convessa. L'elemento centrale è collegato, per mezzo di portici ornamentali e gallerie, a due ali laterali concave di minor importanza.
L'edificio è ornato da 38 colonne, in parte scanalate e in parte lisce, originariamente destinate al Tempio della Concordia a Roma: una coppia di colonne venne impiegata nella parte centrale convessa (ai lati dell'ingresso principale), altre due coppie nelle parti concave delle ali. Le rimanenti 32 sono state collocate nei due portici fatta eccezione per due coppie collocate ai lati delle scale principali.
Nella progettazione dell'elemento centrale, sviluppato su tre piani a differenza delle due ali laterali sviluppate su due livelli, il Posi non ha applicato la regola in base alla quale l'altezza dei vari piani di un edificio devono diminuire progressivamente rispetto a quella del piano terra. Mentre il primo piano (mezzanino) presenta una forte riduzione di altezza rispetto al piano terra, rivelata necessaria per ben proporzionare le due ali del palazzo, nel secondo piano (piano nobile) è ripresa all'incirca la stessa altezza del piano terra. L'altezza interna del primo piano è di circa 4 metri, cioè i ¾ dell'altezza del piano terra (poco più di 5 metri), mentre l'altezza interna del secondo piano è di poco inferiore ai 4 metri.

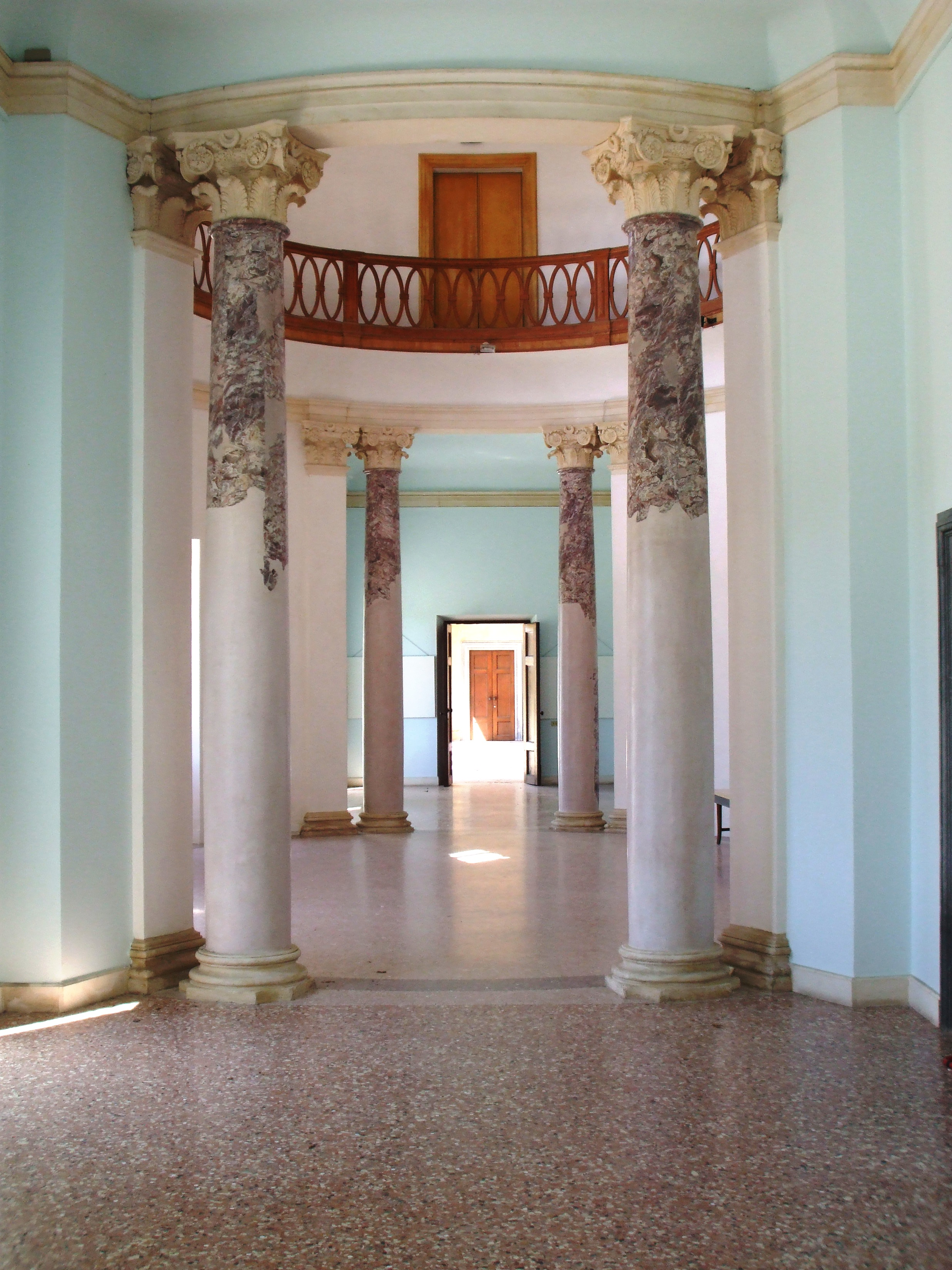
sala ovale

Il collegamento interno tra i vari piani è reso possibile da due grandi scale a pozzo (le “scale nobili”) situate ai due lati del corpo principale e da due scale secondarie a quattro rampe (le “scale segrete”) ricavate all'interno dei due corpi secondari. La non uniformità delle altezze dei tre elementi che compongono il corpo del palazzo, rende più leggero e piacevole il prospetto. Il prospetto est è ripartito in 3 campi uguali; la porta, che costituisce l'ingresso secondario alla villa dalla strada della chiesa, è ornata con un frontone triangolare impostato sopra un fregio. Al di sopra vi troviamo un balcone con balaustra priva di sporgenza, uguale a quello della sala ovale del secondo piano. Il prospetto ovest è risolto in maniera analoga a quello est, con la differenza che in questo caso i campi sono soltanto due e, ai fini di ottenere la simmetria, è stata prevista al piano terra una seconda porta (finta) e al piano superiore una finestra al posto del balcone con balaustra. Il piano terra dell'edificio è stato rialzato di 65 cm dal terreno circostante, sia per impedire la risalita dell'umidità, sia per dare una maggiore importanza allo stesso. Nella parte antistante è stato creato un ampio piazzale di 6,70 metri e 3 grandi scalini per mezzo dei quali si scendeva nel giardino, nel passato considerato un complemento dell'edificio stesso, la cui sistemazione doveva dare al medesimo il maggior risalto possibile. La forma allungata, secondo le regole della prospettiva, lo rendeva più piacevole all'occhio.

### Corte
Rappresenta quello spazio situato a nord, sul retro del palazzo, al quale si affacciano la foresteria e la scuderia. In corrispondenza dell'ingresso a nord e del portico di levante del palazzo si trova una gradinata composta da tre gradini che avevano la funzione di permettere l'entrata nella corte. Quest'area non ha ornamenti, perché è vista come spazio di servizio agli edifici collegati alla villa; gli unici elementi realizzati al suo interno sono due pozzi.

### Foresteria
La foresteria era il fabbricato adiacente al palazzo padronale, adibito ad alloggio degli ospiti occasionali e comprensivo di tutti gli ambienti di servizio e degli alloggi del personale dipendente. Iniziato a edificare nel 1769, da progetto doveva raggiungere i 75 metri di lunghezza; tale progetto è rimasto incompiuto a causa della morte del Farsetti e la parte realizzata misura circa 36 metri. Esso è sviluppato su due piani: al piano terra troviamo un lungo e ampio porticato e disimpegna tutti i locali, necessari alla vita del palazzo, posti in successione lungo di esso; al piano superiore, un corridoio delle stesse dimensioni del portico, disimpegna 7 camere di diverse metrature. In corrispondenza del pianerottolo tra la prima e la seconda rampa delle scale, sono stati ricavati due locali ammezzati ("camerini") a uso ripostiglio.
Il disegno sulla facciata presenta una composizione seriale, che si ripete uguale per 21 volte, il cui modulo è formato da un arco al piano terra e da una finestra in asse con esso al primo piano.

### Scuderia

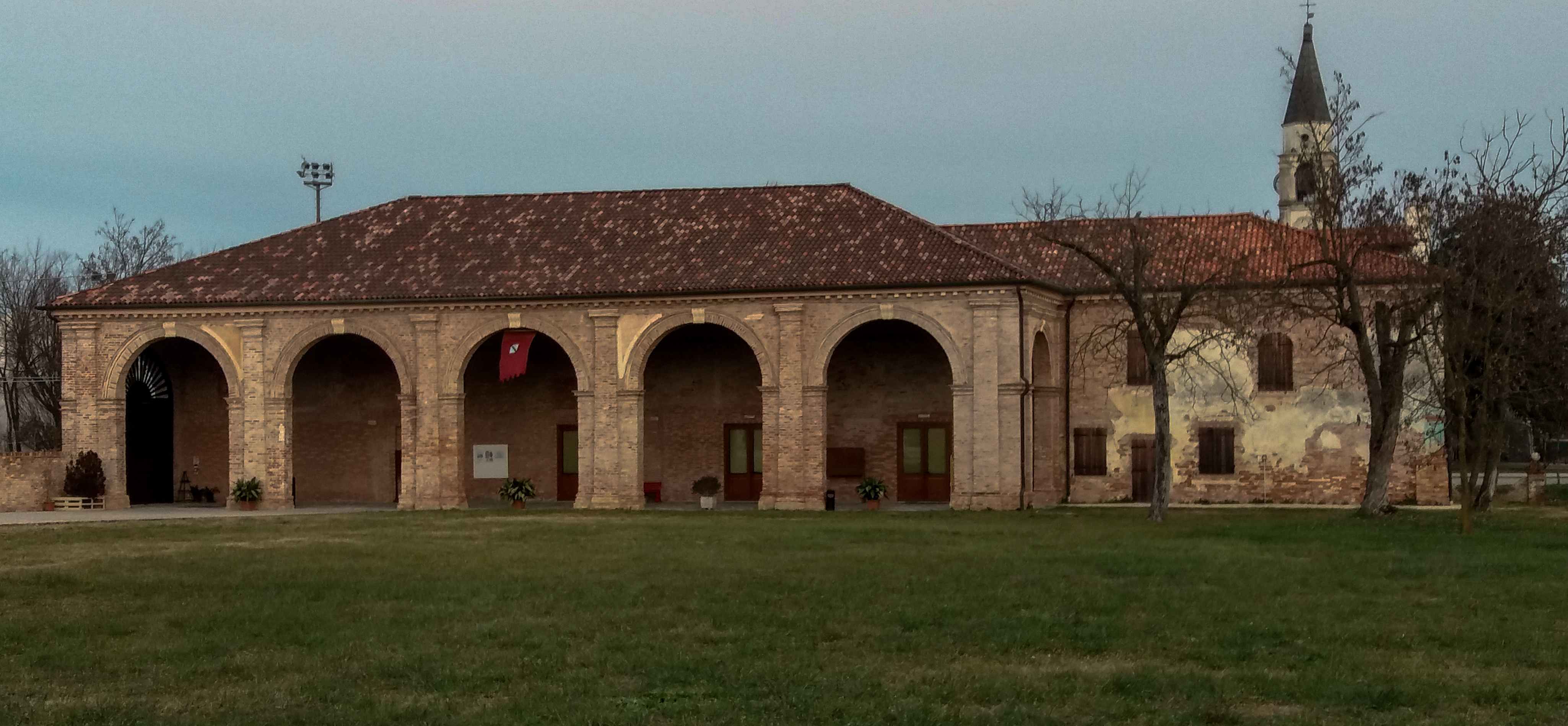
Scuderia

La pianta dell'edificio adibito a stalla per i cavalli, era rappresentata da un parallelogramma avente i lati di 32 x 17,40 metri circa. Lungo tutto il lato ovest, rivolto verso la corte, vi è un porticato largo circa 5,20 metri. Il disegno di questa facciata, con piedritti e archi di ordine toscano, è molto armonioso ed equilibrato. L'ingresso alla scuderia che era di tipo doppio, formata cioè da due file di poste con passaggio centrale, avveniva da un portone situato nel sottoportico in corrispondenza della seconda arcata iniziando da nord. L'ambiente era illuminato e arieggiato da tre grandi finestre situate sul lato est cui dovevano corrispondere altrettante aperture sul lato opposto. Al di sotto in travi e tavole di legno, vi era una controsoffittatura a volta che facilitava il ricambio dell'aria e impediva la caduta della polvere del fienile soprastante al quale si accedeva per mezzo di una piccola scala in legno situata nell'angolo sud-est del sottoportico.

### Giardini
Filippo abate Farsetti, ispirandosi ai giardini delle lussuose ville dell'antica Roma, parallelamente alla costruzione del palazzo di Villa Farsetti, realizzò il “giardino delle meraviglie”, una collezione del bello e del meraviglioso. Il giardino doveva essere destinato allo studio scientifico e didattico, contribuendo al progresso della scienza botanica, infatti l'obiettivo era quello di creare un vasto orto botanico organizzato nelle sue parti e caratterizzato dalla presenza di diverse specie vegetali provenienti anche dall'America. Così egli collezionò ogni tipo di pianta da ogni parte del mondo, fece costruire serre e parterres per posizionare i vasi delle serre, creò boschetti di alberi indigeni ed esotici, fiorite circondate da superbe cedrare e un orto botanico vero e proprio per le piante erbacee e gli arbusti.
Lo spazio verde dell'intera villa era suddiviso in diverse zone tra cui: il giardino di fronte al palazzo, l'orto botanico, la corte, il bosco montan, le cedrare, il giardino di fronte alle cedrare. Di questi oggi si può ammirare il giardino a sud della villa, ricostruito nel 2008 secondo il progetto originale e la corte antistante il palazzo; le cedrare, il giardino di fronte a esse e l'orto botanico oggi sono rispettivamente degli appezzamenti d'erba utilizzati per ospitare grandi eventi come la corsa dei cavalli e i giochi sportivi, mentre è completamente scomparso il bosco montan.

#### Giardino di fronte al palazzo
Il giardino si estendeva davanti alla villa, nel lato sud, fino all'arena o anfiteatro dei tassi di cui rimangono tuttora le tracce sul terreno. La struttura del giardino si rifà al modello francese: il viale principale è in asse con l'ingresso dell'edificio, un secondo viale si incrocia perpendicolarmente a esso nel centro in cui si trova una vasca di forma ovale. Il giardino poi si divide in quattro appezzamenti uguali ripartiti da altri viali perimetrali; negli angoli di ogni appezzamento si trovano dei grandi vasi con coperchio in pietra tenera, invece lungo i lati sono posizionati vasi in terracotta, mentre nei lati più lunghi sono collocati due palissades di carpino (Carpinus betulus) sagomate ad archi. A sud il giardino è delimitato da due palissades basse (forse di bosso) con un alberello al centro di ciascuna e due salici piangenti alle estremità.
Il giardino è inoltre arricchito di statue e gli ampi appezzamenti verdi, circondati da numerosi alberi esotici che inquadrano la villa. Si poteva accedere al palazzo anche attraverso il giardino, grazie al ponte trionfale realizzato sulla peschiera che trasportava le acque derivanti dal fiume Tergola e Muson.

#### Orto botanico
Filippo Farsetti, esperto in botanica, dedica un'ampia parte di terreno per la costruzione dell'orto: decide di crearlo nella parte antistante le cedraie, a ovest rispetto al giardino padronale del palazzo. Qui vengono piantate innumerevoli varietà di piante anche esotiche e rare, fra cui la prima magnolia (Magnolia grandiflora) importata in Italia. I due elementi che caratterizzano l'orto botanico sono una fontana, chiamata vasca dei pesci d'oro, dove si trovano dei pesci dorati provenienti dalla Cina (Cyprinus auratus), all'epoca considerati una specie rara ad oggi corrispondono ai classici pesci rossi, e una tavola di marmo posta sopra una parterre in pietra di forma ottagonale; nell'orto vi sono inoltre panchine di pietra e cordonate sempre in pietra che delimitavano le aiuole. Lo spazio era suddiviso da due viali in quattro aree destinate alla coltivazione di piante medicinali, indigene, esotiche e di piante olezzanti. Le quattro aree sono contornate da piattabande con fiori ed arbusti, da vasi in pietra o terracotta, e suddivise all'interno in aiuole di forma rettangolare. All'interno di ogni aiuola viene collocato un cartellino con scritto il nome delle singole piante, affiancato da un numero di catalogazione, sia in lingua latina, che italiana. L'orto è irrigato dall'acqua delle peschiere e per la concimazione viene utilizzato il letame bovino.